# Mermessus tibialis
Mermessus tibialis là một loài nhện trong họ Linyphiidae.
Loài này thuộc chi Mermessus. Mermessus tibialis được Alfred Frank Millidge miêu tả năm 1987.